# Max Strub

Signatur Max Strub, 1965

Karl Johannes Max Strub (* 28. September 1900 in Mainz; † 23. März 1966 in Bad Oeynhausen) war ein deutscher Violinvirtuose und bedeutender Violinpädagoge. Einen europaweiten Ruf erarbeitete er sich während seiner 36-jährigen Tätigkeit als Primarius des Strub-Quartetts. Stationen als Konzertmeister führten ihn ab den 1920er Jahren an die Staatsopern von Stuttgart, Dresden und Berlin. 1926 in Weimar zum jüngsten Musikprofessor Deutschlands ernannt, folgte er Rufen nach Berlin und nach dem Zweiten Weltkrieg, den er als „Gottbegnadeter“ überstand, nach Detmold. Strub war ein Kenner des klassisch-romantischen Repertoires, widmete sich aber auch der modernen Musik, u. a. oblag ihm die Uraufführung von Hindemiths Violinsonate D-Dur. Nicht zuletzt förderte er die Musik Hans Pfitzners. Strub spielte bis 1945 auf einer Stradivari. Zahlreiche Aufnahmen aus den 1930er und 1940er Jahren dokumentieren sein Schaffen.

## Leben

### Herkunft und musikalische Förderung
Karl Johannes Max Strub wurde 1900 als ältestes von drei Kindern des Fotografen Otto Strub und dessen Frau Ida, geb. Göhringer, in Mainz im damaligen Großherzogtum Hessen-Darmstadt geboren. Seine Mutter war die Tochter eines Zigarettenfabrikanten aus dem benachbarten Biebrich am Main, einem später eingemeindeten Stadtteil Wiesbadens. Seine Schwester Elisabeth heiratete einen US-amerikanischen Fabrikanten, mit dem sie in Weimar ansässig werden sollte. Auch Rosa, seine jüngere Schwester, verbrachte den größten Teil ihres Lebens ebendort.
Der Vater verdiente seinen Lebensunterhalt überwiegend mit Totenfotografie. In seinem Mainzer Atelier in der Frauenlobstraße 25 in Neustadt verkehrten europäische Geigerpersönlichkeiten wie Willy Burmester, Joseph Joachim, Jan Kubelík und Henri Marteau sowie der noch junge Franz von Vecsey, die er wiederum kostenlos fotografierte. Otto Strub war selbst passionierter Amateurgeiger und förderte Max musikalisch nach Kräften. Im Atelier befand sich ein Klavier und im Alter von fünf Jahren erhielt er seinen ersten Klavierunterricht. Ab dem sechsten Lebensjahr wurde er von Alfred Stauffer, Konzertmeister des Philharmonischen Staatsorchesters Mainz, in Violine unterrichtet. Kubelik empfahl dem ehrgeizigen Vater, den Wiener Violinprofessor Otakar Ševčík zu kontaktieren. Dieser riet in seiner Korrespondenz allerdings aus finanziellen Gesichtspunkten von einer Musikerkarriere ab.
In seiner Geburtsstadt besuchte Max Strub ein humanistisches Gymnasium (das heutige Rabanus-Maurus-Gymnasium), wo er sich als musisch und künstlerisch talentiert zeigte. Er spielte im dortigen Schulorchester, dessen erste Geige er alsbald übernahm. Zur Cellogruppe gehörte der vier Jahre ältere nachmalige Schriftsteller Carl Zuckmayer, mit dem er zeitlebens freundschaftlich verbunden war. Mit zwölf Jahren gab Strub sein erstes öffentliches Konzert. Er spielte mit dem Mainzer Orchester Bruchs Violinkonzert in g-Moll. Zwei Jahre später trat er u. a. in Frankfurt am Main im Land Hessen-Nassau mit dem Violinkonzert und dem 3. Klavierkonzert Beethovens auf. Zuckmayer bezeichnete den jungen Strub rückblickend als musikalisches „Wunderkind“.

### Violinstudium in Köln
Der fürs Klavier- und Violinspiel begabte Strub musste sich entscheiden und fasste – ohne Abitur – sechzehnjährig auf Anraten des Dirigenten Fritz Busch, Bruder des Violinisten Adolf Busch, den Entschluss, am Conservatorium der Musik in Cöln in die Violinklasse des ehemaligen Konzertmeisters des Berliner Philharmonischen Orchesters Bram Eldering, seines Zeichens Schüler von Joseph Joachim, einzutreten. Neben Strub gingen auch Adolf Busch und Wilhelm Stross bei dem niederländischen Musikpädagogen Eldering in die Lehre. Gemeinsam mit seiner Mutter und der jüngeren Schwester wohnte der minderjährige Student Strub während des Ersten Weltkrieges bei einem Hauswirt. Spielpraxis konnte er bis 1918 als zweiter Geiger bei den Orchesterproben des städtischen Gürzenich-Orchesters unter der musikalischen Leitung von Hermann Abendroth sammeln. Dieser stand allen Stilen, auch der zeitgenössischen Musik aufgeschlossen gegenüber. Im Jahr 1918 erhielt Strub in Berlin den Mendelssohnpreis, verbunden mit einem in der Lokalpresse beachteten Auftritt unter dem Dirigenten Otto Klemperer. Gemeinsam mit dem heranwachsenden Cellovirtuosen Emanuel Feuermann spielte er das Brahmssche Doppelkonzert a-Moll. Noch ein weiteres Jahr blieb er am Kölner Konservatorium.

### Kammermusiker, Konzertmeister und Professor

#### Stuttgart, 1921/22
Nach einer Tournee in Deutschland und Italien holte ihn im August 1921 der Landesmusikdirektor Fritz Busch als Konzertmeister und damit Nachfolger von Karl Wendling an das Orchester des Württembergischen Landestheaters nach Stuttgart. Strub, der zum damaligen Zeitpunkt über nur wenig Orchestererfahrung verfügte, war Buschs letzte Wahl, nachdem der Bewerbungsprozess ernüchternd verlaufen war. Busch bezeichnete ihn als „Geiger allerersten Rangs“ und prophezeite ihm eine steile Karriere. Sein Vertrag verpflichtete ihn zum Opern- und Sinfonie-Konzert-Dienst, d. h. jeweils 10 Vorstellungen zuzüglich Proben, wobei er von Szenenproben und vom Operetten-Dienst befreit war. Bei den Veranstaltungen in der Oper wurde ihm der Konzertmeister Reinhold Rohlfs-Zoll, der zuvor zeitweise Wendlings Vertreter war, gleichgestellt. Busch verfolgte am Landestheaterorchester eine moderne Programmgestaltung, die durch die Kritik nicht immer positiv aufgenommen wurde. Während Strubs Dienstzeit wurde im Oktober 1921 in der Stuttgarter Liederhalle Ewald Sträßers Vierte Sinfonie op. 44 uraufgeführt. Der Privatmann Strub lernte die Musikerfamilie Busch näher kennen und der Dirigent Busch wurde später neben dem Violinlehrer Eldering Taufpate seines Sohnes Harald Strub.

#### Dresden, 1922–1925
Mit dem nach Dresden abgeworbenen Busch wechselte er 1922 an die Musikalische Kapelle der Sächsischen Staatstheater (Semperoper), wo er die Stelle als erster Konzertmeister annahm. Das Orchester hatte sich nach seiner Aufführung von Brahms’ Violinkonzert einstimmig für Strub entschieden. Busch verantwortete hier während seiner Orchesterzugehörigkeit 1924 am Staatsschauspiel die Uraufführung von Strauss’ Intermezzo, einer „bürgerlichen Komödie mit sinfonischen Zwischenspielen“. Im selben Jahr wurde Strub der niederländische Geiger Jan Dahmen als erster Konzertmeister beigeordnet. Nachdem Strub die sächsische Hauptstadt zugunsten einer solistischen und musikpädagogischen Karriere verlassen hatte, wurde er von Karl Thomann beerbt.
Kammermusikalisch ersetzte Strub 1923 Gustav Havemann als Primarius im Dresdner Streichquartett, dem außerdem die Orchestermusiker Erdmann Warwas (2. Violine), Alfred Spitzner (Viola) und Georg Wille (Violoncello) angehörten. Nach dem Historiker Michael H. Kater übertraf er bald seinen Vorgänger Havemann als Streicher.

#### Weimar, 1925–1928
Ein Freund der Familie seiner 1922 angetrauten Ehefrau Hilde Neuffer, der Musikschuldirektor Bruno Hinze-Reinhold, bewog die Strubs in die thüringische Landeshauptstadt Weimar zu ziehen. Ab April 1925 leitete Strub als Nachfolger des Pädagogen Paul Elgers hauptamtlich eine der beiden Violinklassen (neben Robert Reitz) an der Staatlichen Musikschule Weimar. Er etablierte in Weimar die Violinschule Die Kunst des Violinspiels (1923) des ihm bekannten, international tätigen Violinlehrers Carl Flesch. 1926 erhielt der 26-jährige Strub als jüngster Musiker Deutschlands eine Professur. Seine Berufung brachte nach dem Weimarer Komponisten und Musiklehrer Eduard August Molnar jun. allerdings auch Neider hervor, die eine derartige Lehrverpflichtung erst um das 60. Lebensjahr herum guthießen. Um den Weggang Strubs nach Berlin abzuwenden, wurde er 1927 verbeamtet; außerdem sollten seine Bezüge erhöht werden. Obwohl Strub dann doch 1928 den Wechsel in die Hauptstadt vollzog, unterrichtete er bis 1930 zwei Tage die Woche weiterhin in Weimar. Auch aufgrund seines internationalen Renommees wurde die Musikschule 1930 zur Musikhochschule umgewandelt.
In der Saison 1927/28 vertrat er kurzzeitig den Dirigenten Ernst Praetorius beim im Aufbau befundenen Musikschulorchester. 1927 bildete er in der Nachfolge von Robert Reitz gemeinsam mit Bruno Hinze-Reinhold (Pianist) und Walter Schulz (Cellist) das Weimarer Trio. Sein Nachfolger wurde 1930 Hans Bassermann. Mit seiner Frau Hilde spielte er in den Weimarer Jahren gelegentlich im Duo. Das Ehepaar wohnte in einer Mietwohnung in der Nähe des Weimarer Stadtschlosses.

#### Berlin, 1928–1945

##### Weimarer Republik

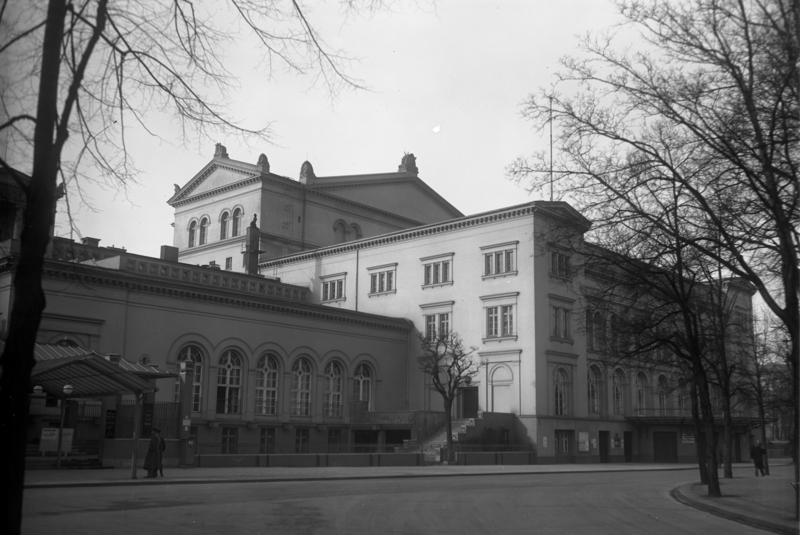
Staatsoper am Platz der Republik (Kroll-Oper) in Berlin (1930)

Generalmusikdirektor Otto Klemperer verpflichtete ihn 1928 mit dem Österreicher Josef Wolfsthal als Co-Konzertmeister an der Staatskapelle Berlin, wobei Strub der Kroll-Sektion zugeteilt war, d. h. der Spielstätte der Staatsoper am Platz der Republik. Auf dem Spielplan standen neben klassisch-romantischen Werken auch neue Sinfonien zeitgenössischer Komponisten wie von Max Butting und Ernst Krenek. In seiner Wohnung am Lützowufer (Landwehrkanal) beherbergte Strub 1931, der seinerzeit von seiner Ehefrau Hilde getrennt lebte, den US-amerikanischen Komponisten Aaron Copland sowie Barbara und Roger Sessions. Das ursprünglich geplante Violin Concerto von Sessions realisierte sich aufgrund eines Nervenzusammenbruchs Strubs nicht. Auch mit dem neuen Solisten Albert Spalding konnte sich der Komponist letztlich nicht einigen, sodass das in Verzug geratene Werk erst in den 1940er Jahren in den USA zur ersten Aufführung kommen sollte. Öffentlicher Druck kulturpolitisch konservativer Kreise in Berlin und die ökonomischen Folgen der Weltwirtschaftskrise führten 1931 zur Schließung des progressiven Hauses. Trotz der Entscheidung der preußischen Politik blieb Strub der Staatskapelle treu und wurde 1931 Nachfolger des jung verstorbenen Wolfsthal.

##### Zeit des Nationalsozialismus
Nach der Machtergreifung der Nationalsozialisten 1933 gehörte er zu denjenigen Musikern, die im Deutschen Reich blieben. Nach der Verpflichtung des zweiten Konzertmeisters des Berliner Philharmonischen Orchesters (BPO), Wilfried Hanke, an das Hamburger Staatstheater lud ihn Wilhelm Furtwängler als Gastkonzertmeister auf die Auslandsreise seines Orchesters nach England ein. Das BPO trat im Januar 1934 mit einem klassisch-romantischen Programm u. a. in der Londoner Queen’s Hall und der Royal Albert Hall auf. Als Solist debütierte er 1937 mit Brahms’ Violinkonzert beim BPO unter der musikalischen Leitung des Schweizer Dirigenten Robert F. Denzler.
Unter den zahlreichen Solokonzerten Strubs in der Zeit des Nationalsozialismus waren auch Kulturveranstaltungen von dezidiert politischen Organisationen wie der NS-Kulturgemeinde und dem Stabsmusikkorps des SS-Führungshauptamts. Ferner beteiligte er sich 1943 an einem Zwickauer Gedenkkonzert für die „Gefallenen der Bewegung“.
Strub bildete 1935 mit Friedrich Wührer (Klavier) und Paul Grümmer (Cello) ein Klaviertrio. Im Sommer 1935 trat er als Nachfolger des US-amerikanischen Violinvirtuosen Florizel von Reuter in das Klaviertrio der Pianistin Elly Ney und des Cellisten Ludwig Hoelscher ein, mit denen er bis 1940 zusammenspielte. Es entstanden Aufnahmen von Werken Schuberts, Beethovens, Brahms’ und Schumanns. Obwohl das Ney-Trio seine Ursprünge bereits in der Weimarer Republik hatte, stand deren Leiterin Ney dem NS-Regime nahe. Anders als Hoelscher aber kann Strub kaum als opportunistisch bezeichnet werden. So wurde er im Gegensatz zu seinen Kollegen kein Parteimitglied. Ein weiteres Trio formte Strub 1943 mit dem Schweizer Pianisten Adrian Aeschbacher und dem spanischen Cellisten Gaspar Cassadó. Sie legten auch nach dem Krieg noch Aufnahmen vor.
Darüber hinaus trat Strub kammermusikalisch wiederholt mit dem Pianisten und Pfitzner-Freund Walter Gieseking auf. Im Jahr 1940 konzertierten sie im Rahmen eines Konzerts der NS-Gemeinschaft „Kraft durch Freude“ in Hannover. Es standen Werke Schuberts, Beethovens und Pfitzners auf dem Programm. Außerdem bewog er seine Schüler Hans-Ulrich Tiesler, Max Kayser und Franz Hopfner zur Uraufführung von Giesekings Kleiner Musik für drei Violinen, die im Theatersaal der Staatlichen akademischen Hochschule für Musik Berlin stattfand.
An eben jener Musikhochschule vertrat er im Sommer 1933/34 Carl Flesch, der seit 1928 eine entsprechende Sondervereinbarung mit der Hochschule hatte. Im Juli 1933 wurde Strub zum Professor berufen. Im Jahr 1934 lehnte er aufgrund seiner Berliner Verpflichtung einen Ruf an die Akademie für Tonkunst nach München ab, wo er die Leitung einer Meisterklasse übernehmen sollte. In der Nachkriegszeit kehrte er trotz gegebener Einstellungsanordnung auch nicht an die Westberliner Musikhochschule zurück.
Strub wurde 1944 als einer der wichtigsten Geiger im Dritten Reich in die Gottbegnadeten-Liste („Führerliste“) aufgenommen, wodurch ihm der Kriegsdienst erspart blieb.

#### Salzburg, 1945–1947
Nach dem Zweiten Weltkrieg fand er zeitweise Aufnahme in Wels in Oberösterreich bei dem befreundeten Komponisten Johann Nepomuk David. Das Mozarteumorchester Salzburg verpflichtete ihn sodann für drei Jahre als Konzertmeister. Im Rahmen der Salzburger Festspiele interpretierte er 1946 mit dem Orchester unter Joseph Messner Bruckners Messe Nr. 3 in f-Moll. 1947 war er Lehrkraft bei der Internationalen Sommerakademie Mozarteum Salzburg.

#### Detmold, 1947–1966
Zum Wintersemester 1947/48 übernahm er stattdessen die Meisterklassen für Violine sowie für Interpretation und Kammermusik an der sich im Aufbau befindlichen Nordwestdeutschen Musikakademie Detmold; 1957 erhielt er eine Professur. Oft spielte er als Solist mit der Nordwestdeutschen Philharmonie in Herford unter der Leitung von Rolf Agop zusammen. In den 1950er Jahren gründete Strub ein Klaviertrio mit dem Pianisten Hans Richter-Haaser und dem Cellisten Hans Münch-Holland.
Während des Kalten Krieges wurde er wiederholt (1964–1966) als Gastprofessor zum Internationalen Musikseminar der DDR an die Hochschule für Musik „Franz Liszt“ Weimar, seinen ehemaligen Arbeitsplatz, eingeladen. Wie zuvor in Leipzig, als Hermann Abendroth noch Gewandhauskapellmeister war, verkehrte er auch in Weimar im Hause des Dirigenten, den er bereits aus seinen Kölner Jahren kannte. Außerdem konzertierte er mit ihm, etwa 1949 als Solist bei einem Konzert der Staatskapelle Weimar in Jena.
Strub lebte zuletzt in Detmold und Stuttgart. Nach einem Schlaganfall 1966 verstarb Max Strub 65-jährig im Krankenhaus Bad Oeynhausen im Regierungsbezirk Detmold.

### Streichquartettgründung: „Strub-Quartett“
Er lernte während seiner Berliner Zeit den Schweizer Pianisten Edwin Fischer kennen, der ihn in sein auf historische Aufführungspraxis spezialisiertes Kammerorchester aufnahm, ihm als Duopartner zur Seite stand und zur Gründung eines Streichquartetts ermutigte. Im Jahr 1929 gründete er mit Josef Krips, Rudolf Nel und Hans Schrader das erste Strub-Quartett. Vier weitere Besetzungen sollten bis 1965 folgen, darunter auch die sich 1935 aus dem Bonner Beethoven-Quartett herausgebildete mit Jost Raba, Walter Trampler und Ludwig Hoelscher. Das Ensemble war eines der bekanntesten deutschen Streichquartette, spielte im In- und Ausland und durfte ab Ende der 1930er Jahre nahezu die Hälfte der Gewandhaus-Kammerkonzerte in Leipzig übernehmen.

## Kriegsende und Stradivari-Geige
Kurz vor Ende des Zweiten Weltkrieges war er in der Grafschaft Glatz in der Provinz Schlesien tätig. Mit dem Heranrücken der Roten Armee trat er wie auch andere Philharmoniker die Flucht in Richtung Westen an. In Prag wurde er kurzzeitig durch die Gestapo verhaftet und nach der Entlassung durch tschechische bzw. russische Truppen gefangen genommen. Im Mai 1945 wurde er im berüchtigten Strahov-Stadion interniert. Dort wurde er als vermeintlicher hoher Parteifunktionär vor ein Militär-Standgericht gestellt, konnte aber seinen Musikerberuf durch ein Vorspiel beweisen. Seine Stradivari (Baujahr 1716), die er neben der Grancino in einem Doppeletui bei sich trug, wurde ihm allerdings unwiderruflich durch russische Soldaten entwendet. Das wertvolle Instrument war ihm ursprünglich durch den Frankfurter Mäzen Wilhelm Merton als Dauerleihgabe überlassen worden.

## Repertoire und Bedeutung
Der Violinist Strub wurde in der Fachwelt für seine „weitgehende[] technische[] Vollendung“ sowie „Klangschönheit und Gestaltungskraft“ gepriesen. Nach der Emigration Buschs galt Strub neben Georg Kulenkampff gar als bedeutendster deutscher Geiger. Der Historiker Gert Kerschbaumer zählte die Virtuosen Kulenkampff und Strub allerdings auch zu den „Nutznießern“ ihrer Zeit. Strubs Quartett und Stross’ Quartett konkurrierten jedenfalls fortan um das Erbe des Busch-Quartetts in Deutschland. Nach dem Musikwissenschaftler und Strub-Schüler Albrecht Roeseler haben beide Primarii, ohne zur „Weltelite“ gehört zu haben, in den 1950er und 1960er Jahren „das Musikleben […] durch vielseitige Tätigkeit als Solist, als Kammermusiker, als Konzertmeister und als Pädagogen bereichert“.

### Alte und klassisch-romantische Werke
Strub war ein vielbeachteter Interpret der „drei großen Bs“ (Bach, Beethoven und Brahms). So trat er als Solist u. a. auf dem 25. Deutschen Bachfest der Neuen Bachgesellschaft in Leipzig auf, wo er Bachs Solosonate a-moll interpretierte. Ein Gastkonzert führte den Solisten Strub 1931 in das Lorensbergsteatern nach Göteborg, wo er mit den Göteborger Symphonikern unter dem Dirigenten Paul Scheinpflug auftrat. Unter Karl Böhm gab er im Wiener Konzerthaus 1938 zwei Brahms- und Pfitzner-Konzerte mit dem Stadtorchester Wiener Symphoniker. Mehrmals trat er in den 1930er, 40er und 50er Jahren unter der musikalischen Leitung von Joseph Keilberth auf. Außerdem spielte er Stücke für den Reichssender ein, wobei keine dezidiert „politische Musik“ interpretiert wurde.
Wiederholt hatte er in den 1930er und 40er Jahren Auftritte auf dem Beethovenfest und dem Kammermusikfest in Bonn. Sein Engagement für Ludwig van Beethoven ging so weit, dass er 1938 mit Hoelscher und Ney am Beethoven-Fest der Hitlerjugend in Bad Wildbad im Schwarzwald teilnahm und den Komponisten dort heroisierte. Die Geleitsätze wurden in der Zeitschrift für Musik abgedruckt. In der Spielzeit 1942/43 führte ihn ein Gastspiel an das Leipziger Gewandhaus, wo er Beethovens Violinkonzert darbot. Nach einem Gesamt-Zyklus aller Beethoven-Streichquartette am Conservatorio Giuseppe Verdi in Mailand wurde Strub 1942 als fünfter Geiger überhaupt – nach Adolf Busch, Lucien Capet, Eugène Ysaÿe und Joseph Joachim – Ehrenmitglied der Società del Quartetto di Milano. Außerdem erhielt er ein Diplom als Ehrenmitglied des Bonner Beethoven-Hauses und ein Bild seines Streichquartetts wurde ebendort ausgestellt. Im Jahr 1952 nahm er mit dem Bundespräsidenten Theodor Heuss und dem Bundeskanzler Konrad Adenauer sowie den Musikern Elly Ney und Wilhelm Backhaus im Rahmen der Beethoven-Feier an einem Empfang in Bonn teil.

### Zeitgenössische Musik
Strub gehörte zu den ersten deutschen Geigern, die moderne Solokonzerte und Duos wie Alexander Glasunows Violinkonzert (1923), Béla Bartóks 1. Sonate für Violine und Klavier (1924), Darius Milhauds Sonate für zwei Violinen (mit Joseph Gustav Mraczek; 1925) und Karol Szymanowskis Violinkonzert Nr. 1 (1929) in ihr Repertoire aufnahmen. Als Geiger und Bratschist wirkte er 1922 an der konzertanten Kölner Erstaufführung von Arnold Schönbergs Melodram Pierrot Lunaire mit. Im Jahr 1931 war er an einer Aufführung von Bohuslav Martinůs Klaviertrio Nr. 1 (Cinq pièces brèves) in Berlin beteiligt, die von der Ortsgruppe Berlin der Internationalen Gesellschaft für Neue Musik veranstaltet worden war.
Durch seine Teilnahme an den propagandistischen Reichsmusiktagen 1938 und 1939 in Düsseldorf ließ er sich als Künstler politisch instrumentalisieren. Während der ersten Reichsmusiktage übernahm er im Zweiten Sinfonie-Konzert den Solistenpart. Das Städtische Orchester Düsseldorf spielte unter der Leitung von Hugo Balzer das Violinkonzert Geigenmusik in drei Sätzen (1936). Das atonale Werk des Berliner Komponisten Boris Blacher galt seinerzeit jedoch als umstritten.
Zeitgenössische Komponisten wie Günter Bialas, Karl Bleyle, Hans Pfitzner und Lothar Windsperger widmeten ihm Stücke. Die Uraufführung des Violinkonzerts op. 46 von Reinhard Schwarz-Schilling, die als 6. Sinfoniekonzert der Philharmonischen Gesellschaft Bremen für den 6. Januar 1941 mit Max Strub als Solisten und den Bremer Philharmonikern unter der Leitung von Hellmut Schnackenburg angesetzt war, wurde kurzfristig durch den Komponisten zurückgezogen. Nach einer Überarbeitung 1953 fand die Uraufführung schließlich 1954 ohne Strub statt.
| Komponist                                | Werk | Veranstaltung                                        | Ort               | Jahr | Beteiligte Künstler |
| ---------------------------------------- | --- | ---------------------------------------------------- | ----------------- | ---- | --- |
| Paul Hindemith                           | Sonate in D für Klavier und Violine op. 11 Nr. 2                                                                    |                                                      | Frankfurt am Main | 1920 | mit Eduard Zuckmayer |
| Lothar Windsperger                       | Konzert für Violine und Orchester op. 39                                                                            |                                                      | Essen             | 1927 | mit dem Städtischen Orchester Düsseldorf unter der Leitung von Hans Weisbach                                                   |
| Lothar Windsperger                       | Streichquartett |                                                      | Koblenz           | 1933 | mit B. Marusat (?), R. Neb (?) und Hans Schrader (Strub-Quartett)                                                              |
| Hans Pfitzner                            | Duo für Violine und Violoncello mit kleinem Orchester op. 43                                                        | Museumskonzert                                       | Frankfurt am Main | 1937 | mit Ludwig Hoelscher und dem Städtischen Orchester (Frankfurter Opern- und Museumsorchester) unter der Leitung des Komponisten |
| Karl Höller                              | Streichquartett E-Dur op. 24                                                                                        | Gewandhaus-Kammermusik                               | Leipzig           | 1938 | mit Jost Raba, Walter Trampler und Ludwig Hoelscher (Strub-Quartett)                                                           |
| Johann Nepomuk David                     | Duo concertante für Violine und Violoncello. Werk 19                                                                | 2. Gewandhaus-Kammermusik                            | Leipzig           | 1938 | mit Ludwig Hoelscher |
| Paul Juon                                | Burletta für Violine und Orchester. Werk 97                                                                         | 4. Sinfoniekonzert                                   | Dresden           | 1940 | mit der Sächsischen Staatskapelle unter der Leitung von Peter Raabe                                                            |
| Anton Bruckner / Armin Knab (Bearbeiter) | Streichquintett (Übertragung der Trioentwürfe in F-Dur und Fis-Dur zum Scherzo der Sinfonie Nr. 9 d-Moll (WAB 109)) | 2. Leipziger Bruckner-Fest                           | Leipzig           | 1940 | mit Hermann Hubl, Hermann Hirschfelder und Hans Münch-Holland (Strub-Quartett) sowie Emil Seiler                               |
| Theodor Berger                           | Rhapsodisches Duo für Violine und Violoncello mit Orchester op. 9                                                   |                                                      | Frankfurt am Main | 1942 | mit Rudolf Metzmacher |
| Hans Pfitzner                            | Streichquartett c-Moll op. 50                                                                                       | Berliner Kunstwochen                                 | Berlin            | 1942 | mit Hermann Hubl, Hermann Hirschfelder und Hans Münch-Holland (Strub-Quartett)                                                 |
| Johannes Driessler                       | Streichquartett op. 41/1                                                                                            | Zehnjahresfeier der Nordwestdeutschen Musik-Akademie | Detmold           | 1957 | mit Ruth Wagner, Walter Müller und Irene Güdel (Strub-Quartett)                                                                |
| Günter Bialas                            | Streichtrio (bearbeitetes Flötentrio)                                                                               | musica-viva-Konzert / 50. Geburtstag des Komponisten | Detmold           | 1957 | mit Walter Müller und Irene Güdel                                                                                              |

### Förderer der Musik Hans Pfitzners
Strub, der mit Werken Hans Pfitzners als Siebzehnjähriger in Berührung kam, lernte den Komponisten in den 1920er Jahren an der Stuttgarter Oper näher kennen. Er freundete sich mit ihm an und förderte fortan seine Musik. Strub war selbst Widmungsträger von Pfitzners Duo für Violine, Violoncello und kleines Orchester op. 43 und von dessen Streichquartett op. 50. Das Ney-Trio spielte von Pfitzner vor allem das Klaviertrio F-Dur op. 8. Als Solist führte Strub mit dem BPO unter Hans Knappertsbusch (in der Philharmonie) und Joseph Keilberth (im Admiralspalast) Pfitzners Violinkonzert auf. Letzteres sollte sein letztes Konzert vor Ende des Zweiten Weltkriegs gewesen sein. Unmittelbar vor Pfitzners Tod (1949) besuchte Strub seinen Freund in Salzburg, wo eine Fotoserie entstand. Im Jahr vor seinem eigenen Tod wurde Strub zum stellvertretenden Vorsitzenden der Hans-Pfitzner-Gesellschaft in München gewählt.
Der Musikhistoriker Fred K. Prieberg zitierte Strub im Handbuch Deutsche Musiker 1933–1945 u. a. mit folgenden auf Pfitzner Bezug nehmenden Worten, die Strub in einer Publikation über das Kulturpolitische Arbeitslager des Kultur- und Rundfunkamtes der Reichsjugendführung 1938 fand: „Der harmonische Dreiklang: Schöpfer, Wiedergebende und Aufnehmende, wie es bei Pfitzner heißt, hier in den Konzerten für die Hitler-Jugend wird ehrfurchtsvoll angeschlagen, und ein Grundton bildet die Basis, auf der die Hüter der deutschen Kunst heranwachsen sollen!“

## Schülerkreis
Carl Zuckmayer (1945) bezeichnete ihn einst als „eine[n] der besten Orchesterleute und Geigenlehrer Europas“. Einige von Strubs Geigenschülern spielten später in renommierten Streichquartetten (wie dem Gewandhaus-Quartett, dem Bastiaan-Quartett, dem Stross-Quartett und dem Münchner Streichquartett). Zu seinem Schülerkreis in Weimar, Berlin, Salzburg und Detmold gehörten u. a.:
- Weimar: Hedy Aschermann[130] und Edmund Kötscher[131]
- Berlin: Byeongso Ahn,[132] Hans-Georg Arlt, Johannes Bastiaan,[133] Jürgen Hinrich Hewers,[134] Willy Horváth,[135] Max Kayser,[136] Ewald Lassen,[137] Bruno Lenz,[138] Evi Liivak, Ursula Münzner-Linder[139] und Horst Sannemüller[140]
- Salzburg: Lukas David[141] und Walter Kolneder[142]
- Detmold: Götz Bernau, Werner Grobholz,[143] Franz-Josef Kupczyk, Albrecht Roeseler,[144] Gustav Schmahl[145] und Kurt-Christian Stier

## Familie
Von 1922 bis 1932 war Max Strub mit seiner ehemaligen Kommilitonin Hilde Neuffer (1897–1980; später Rawson) verheiratet. Sie stammte aus einer Weimarer Künstlerfamilie, war Tochter des jüdischstämmigen Hofschauspielers Dagobert Neuffer und der Schriftstellerin Hildegard Neuffer-Stavenhagen. Die Strubs heirateten in der evangelisch-lutherischen Herderkirche in Weimar und hatten drei gemeinsame Kinder. Sohn Harald Strub (1923–1988) wurde Cellist und Mitglied im Arriaga Quartett. Sein irischer Schwiegersohn John Ronayne war u. a. Konzertmeister des Symphonieorchesters des Bayerischen Rundfunks. Im Jahr 1938 heiratete Strub die italienische Pianistin Marie-Luisa Moresco; der gemeinsame Sohn Patrick Strub (* 1947) wurde Dirigent und Geiger.

## Sonstiges
Die Figur des berühmten Cellisten Felix in der Filmkomödie Ach, diese Frauen (1964) des schwedischen Regisseurs Ingmar Bergman basiert lose auf dem deutschen Violinisten Jonathan Vogler, einem Pseudonym für Max Strub.

## Diskographische Hinweise
Max Strub war als Solist und Kammermusiker an zahlreichen Aufnahmen beteiligt. Aufgrund der 80-prozentigen Zerstörung der Electrola-Gebäude in Berlin am Ende des Zweiten Weltkrieges ist es indes schwer, die vollständige Diskographie des Geigers zu rekonstruieren. Eine Liste von Einspielungen ist ungeachtet dessen beim britischen AHRC Research Centre for the History and Analysis of Recorded Music (CHARM) hinterlegt. Rückblickend wird u. a. seine Aufnahme von Max Regers 4. Streichquartett Es-Dur op. 109 als wichtig erachtet.
- Johann Sebastian Bach

- Violinkonzert, a-Moll, BWV 1041 (Electrola 1939)

- Ludwig van Beethoven

- Klaviertrio D-Dur, op.70/1 „Geistertrio“ (Electrola 1958, Marcato 1966, Hänssler Classic 2004)
- Streichquartett Nr. 9, C-Dur, op. 59/3 (Electrola 1941)
- Violinkonzert, D-Dur, op. 61 (Electrola 1939, EMI 1979, Documents 2002/03, Warner Classics 2017)

- Franz Benda

- Presto, aus: Violinkonzert A-Dur (Electrola ?)

- Johannes Brahms

- Klaviertrio Nr. 2, C-Dur, op. 87 (Electrola 1944, meloclassic 2014)

- Anton Bruckner

- Streichquintett, F-Dur, WAB 112 (Electrola 1940 ?, Pristine Audio 2017)

- Arcangelo Corelli

- Adagio für Violine und Klavier (Electrola 1937)

- Antonín Dvořák

- Finale, aus: Streichquartett, F-Dur, op. 96 „Amerikanisches Quartett“ (Bertelsmann Schallplattenring 1959)

- Georg Friedrich Händel

- Andante, aus: Kammer-Trio in c-moll (His Master’s Voice ?, Electrola ?)

- Joseph Haydn

- Trio Nr. 1, F-Dur, Hob. XV:37 (Deutsche Grammophon 1948)
- Variationen aus: Streichquartett, C-Dur, C-Dur, op. 76/3, Hob. III:77 „Kaiserquartett“ (Bertelsmann Schallplattenring 1959 und 1961, Orbis 1967, Parnass 1968)

- Karl Höller

- Streichquartett Nr. 1, E-Dur, op. 24 (Electrola 1938)

- Felix Mendelssohn Bartholdy

- Canzonetta, aus: Streichquartett Nr. 1, Es-Dur, op. 12 (Bertelsmann Schallplattenring 1959)

- Wolfgang Amadeus Mozart

- Andante con variazioni und Allegretto, aus: Klaviertrio KV 564 (Electrola 1944, meloclassic 2014)
- Klarinettenquintett A-Dur KV 581 (Electrola 1941, Clarinet Classics 2000)
- Menuett, aus: Jugendkonzert in D-Dur für Cembalo und Streicher KV 107 (His Master’s Voice ?, Electrola ?)

- Hans Pfitzner

- Duo für Violine, Violoncello und kleines Orchester op. 43 (Electrola 1938, Preiser Records 1990 und 1997, EMI 1994, Naxos Deutschland 1997)

- Max Reger

- Liebstraum (Electrola 1936, A Classical Record 1995)
- Streichquartett Nr. 4, Es-Dur, op. 109 (Electrola 1936 und 1938)
- Burleske (Nr. 4) und Menuett (Nr. 5), aus: Suite in a-Moll für Violine und Klavier op. 103a (Electrola 1936, A Classical Record 1995)

- Franz Schubert

- Klaviertrio Nr. 1, B-Dur, op. posth. 99, D 898 (Polydor 1936)
- Klavierquintett, A-Dur, op. posth. 114, D 667 „Forellenquintett“ oder Thema und Variationen daraus (His Master’s Voice 1937, Electrola 1938, Bertelsmann Schallplattenring 1959, 1960 und 1961, Ariola 1960, Pearl 1995)
- Streichquartett Nr. 15, G-Dur, op. posth. 161, D 887 (Electrola 1937)
- Streichquintett, C-Dur, op. posth. 163, D 956 (Electrola 1941, meloclassic 2014)
- Violinsonate (Sonatine) g-Moll, op. posth 137/3, D 408 (Electrola 1937)

- Robert Schumann

- Gartenmelodie (Nr. 3), aus: Werke für Klavier zu vier Händen op. 85 (Electrola 1937)

- Louis Spohr

- Barcarole, G-Dur, op. 135/1, aus: Sechs Salonstücke für Violine und Pianoforte (Electrola 1937)

- Gerhart von Westerman

- Streichquartett Nr. 2, c-Moll, op. 8 (Electrola 1941, meloclassic 2014)

## Schriften (Auswahl)

### Handschriften
Die Korrespondenz Max Strubs mit Persönlichkeiten seiner Zeit ist auf verschiedene Archive und Bibliotheken verteilt wie die Sächsische Landesbibliothek – Staats- und Universitätsbibliothek Dresden, die Landesbibliothek Coburg, die Universitätsbibliothek Würzburg, die Bayerische Staatsbibliothek München und das Deutsche Literaturarchiv Marbach.

### Veröffentlichte Beiträge
- Künstlerische Probleme im Alltag des Geigers. In: Alfred Morgenroth (Hrsg.): Von deutscher Tonkunst: Festschrift zu Peter Raabes 70. Geburtstag. C.F. Peters, Leipzig 1942, S. 222–227 (Digitalisat).
- Der Weg zu einer Freundschaft mit dem Meister. In: Walter Abendroth (Hrsg.): Hans Pfitzner: Ein Bild in Widmungen anlässlich seines 75. Geburtstages. Im Auftrag seiner Freunde und Verehrer. Heling, Leipzig 1944, S. 107–111 und ders. (Hrsg.) in Zusammenarbeit mit Karl-Robert Danler: Festschrift aus Anlaß des 100. Geburtstags am 5. Mai 1969 und des 20. Todestages am 22. Mai 1969 von Hans Pfitzner. Peter-Winkler-Verlag, München 1969, S. 66–68.
- Geburtstagsbrief für einen wahren Freund. In: Freundesgabe für Paul Winter zum 29. Januar 1964. Joh. Prechter Verlag, Neuburg/Donau 1964, S. 50–53.
- Mit Joseph Szigeti: Kollegen über Adolf Busch. In: Wolfgang Burbach (Hrsg.): In memoriam Adolf Busch. Brüder-Busch-Gesellschaft e. V., Hilchenbach-Dahlbruch 1966, S. 57–61.

### Interview
- Ernst Laaff: Vom Anfangsunterricht und vom Konzertsolisten. Gespräch mit Max Strub. In: Das Musikleben 1 (1948) 2, S. 50f.